# NGC 6811
NGC 6811 je otevřená hvězdokupa v souhvězdí Labutě. Hvězdokupu objevil John Herschel v roce 1829. Nachází se přibližně 3600 světelných let od Země a díky své poloze daleko od galaktické roviny nabízí jedinečný pohled na její hvězdné složení.

## Charakteristika
NGC 6811 je středně stará otevřená hvězdokupa s odhadovaným stářím přibližně 1 miliardy let. Obsahuje kolem 1000 současných členů, přičemž původní populace zahrnovala asi 6000 hvězd. Gravitační interakce a vývoj hvězd však počet hvězd výrazně snížily.
Hvězdokupa je známá svým neobvyklým vzhledem. Její centrální oblast je relativně prázdná, což vytváří efekt „díry v hvězdokupě“. Tento jev je důsledkem dynamického vývoje hvězd a jejich pohybu v průběhu času.

## Pozorování
NGC 6811 je snadno viditelná během letních měsíců na severní polokouli. Nachází se v oblasti mezi hvězdami Delta Cygni a Gama Lyrae. Její zdánlivá magnituda 6,8 ji činí viditelnou i malými dalekohledy.

## Exoplanety
Hvězdokupa se stala předmětem intenzivního zkoumání díky misi Kepler, která odhalila dvě exoplanety, Kepler-66b a Kepler-67b. Tyto planety, menší než Neptun, obíhají hvězdy podobné Slunci. Objev těchto planet naznačuje, že planety mohou vznikat a přežít i v dynamicky aktivních prostředích, jako jsou otevřené hvězdokupy.

## Historie
NGC 6811 byla objevena Johnem Herschelem v roce 1829 a později zahrnuta do jeho General Catalogue of Nebulae and Clusters z roku 1864. Podrobné spektrální analýzy hvězd byly provedeny na základě dat z databáze SIMBAD, která poskytuje důležité informace o hvězdných populacích a fyzikálních vlastnostech hvězdokupy.